# Las cenizas de Ángela
Las cenizas de Ángela (en inglés, Angela's Ashes) es un libro de memorias escrito por el autor irlandés estadounidense Frank McCourt. Fue publicado en 1996 y obtuvo el Premio Pulitzer y el National Book Critics Circle Award. Fue adaptado al cine en 1999 en una película del mismo título.

## Argumento
La obra cuenta la infancia del propio autor, Frank McCourt, desde su nacimiento en Brooklyn, Nueva York, en 1930, como primer hijo de Malachy y Angela McCourt. A la familia pronto se le sumaron varios hijos más: Malachy, en 1931, los gemelos Oliver y Eugene, en 1933, y una hermana, Margaret, en 1934. Tras la muerte de la pequeña Margaret con tan sólo unas semanas de vida, sus padres deciden volver a su nativa Irlanda. Allí mueren también los dos gemelos, y nacen otros dos hijos, Michael (1936) y Alphie (1940).
La vida en Irlanda, y especialmente en Limerick, no era fácil en aquella época (años 30 y 40), y el libro la recoge con crudeza. La familia McCourt vive en una casucha minúscula en una callejuela sucia, con una sola bombilla y conviviendo con las pulgas y los chinches, y comparten una única letrina con sus demás vecinos. El padre, vago y alcohólico, apenas logra mantener ningún trabajo, y cuando lo hace es sólo para poder comprar más bebida. Así, la familia se ve obligada a vivir de la caridad, subsistiendo principalmente a base de té y pan.
El padre de Frank consigue finalmente un empleo durante la Segunda Guerra Mundial, en una planta de defensa en Coventry (Inglaterra), pero pronto deja de enviar dinero a su familia, que depende únicamente de lo que logra obtener la madre de Frank, sin trabajo y con escasa ayuda de sus familiares, que no aprueban su matrimonio con una norirlandesa. Los hermanos mayores, Frank y Malachy, comienzan a ayudar en lo que pueden, recogiendo trozos de carbón o madera de las calles, hasta que el joven Frank cae enfermo, con tifus y conjuntivitis. Poco después, la familia se ve obligada a abandonar su casa e irse a vivir con un familiar lejano que no siente ninguna simpatía por ellos. Frank consigue poco después sus primeros trabajos como repartidor de telegramas, y comienza a soñar con la posibilidad de volver algún día al lugar donde nació, los Estados Unidos. De hecho, el libro termina cuando Frank consigue ver cumplido este sueño, embarcándose para América a la edad de 19 años.

## Continuaciones y adaptaciones
Frank McCourt escribió una continuación a Las cenizas de Ángela: Lo es (Tis) (1999). Luego, publicó su tercera obra El profesor (Teacher Man), en la que cuenta sus vivencias como docente (2005) y, por último, Angela and the Baby Jesus, con una dulce historia de la niñez de su madre (2007).
Además, Las cenizas de Ángela se adaptó al cine en 1999, en una película con el mismo título, dirigida por Alan Parker y protagonizada por Emily Watson y Robert Carlyle.

## Premios
Las cenizas de Ángela recibió tras su publicación el Premio Pulitzer de 1997, mismo año en el que recibió el premio Boeke. Obtuvo también el National Book Critics Circle Award de 2006.

## Título
Muchos no se explican la razón por la cual el autor dio este nombre a su obra, dado que Ángela no es el foco principal de la misma. En varias entrevistas McCourt confesó que la obra completa fue pensada para ser publicada en un solo libro, que terminaba con la muerte de su madre; sin embargo, decidió fragmentar su relato en dos obras independientes, bautizando la segunda como Lo es ('Tis), ya que ésta es la frase (o palabra) con la que el autor concluye Las cenizas de Ángela.
Otros atribuyen su nombre a las cenizas que derramaban los innumerables cigarrillos que Ángela fumaba sumida en la preocupación. Algunos, en cambio, consideran que se debe a los restos dejados por la chimenea que se encendía en invierno. Un argumento más profundo propone que Las cenizas de Ángela recibió su nombre por los tres hijos que esta mujer perdió.